# دان ميرفي (موسيقي)
دان ميرفي (بالإنجليزية: Dan Murphy)‏ هو موسيقي وعازف قيثارة أمريكي، ولد في 12 يوليو 1962 في دولوث في الولايات المتحدة.

## وصلات خارجية
- دان ميرفي على موقع ميوزك برينز (الإنجليزية)
- دان ميرفي على موقع ديسكوغز (الإنجليزية)